# Dominikanerkloster Löwen

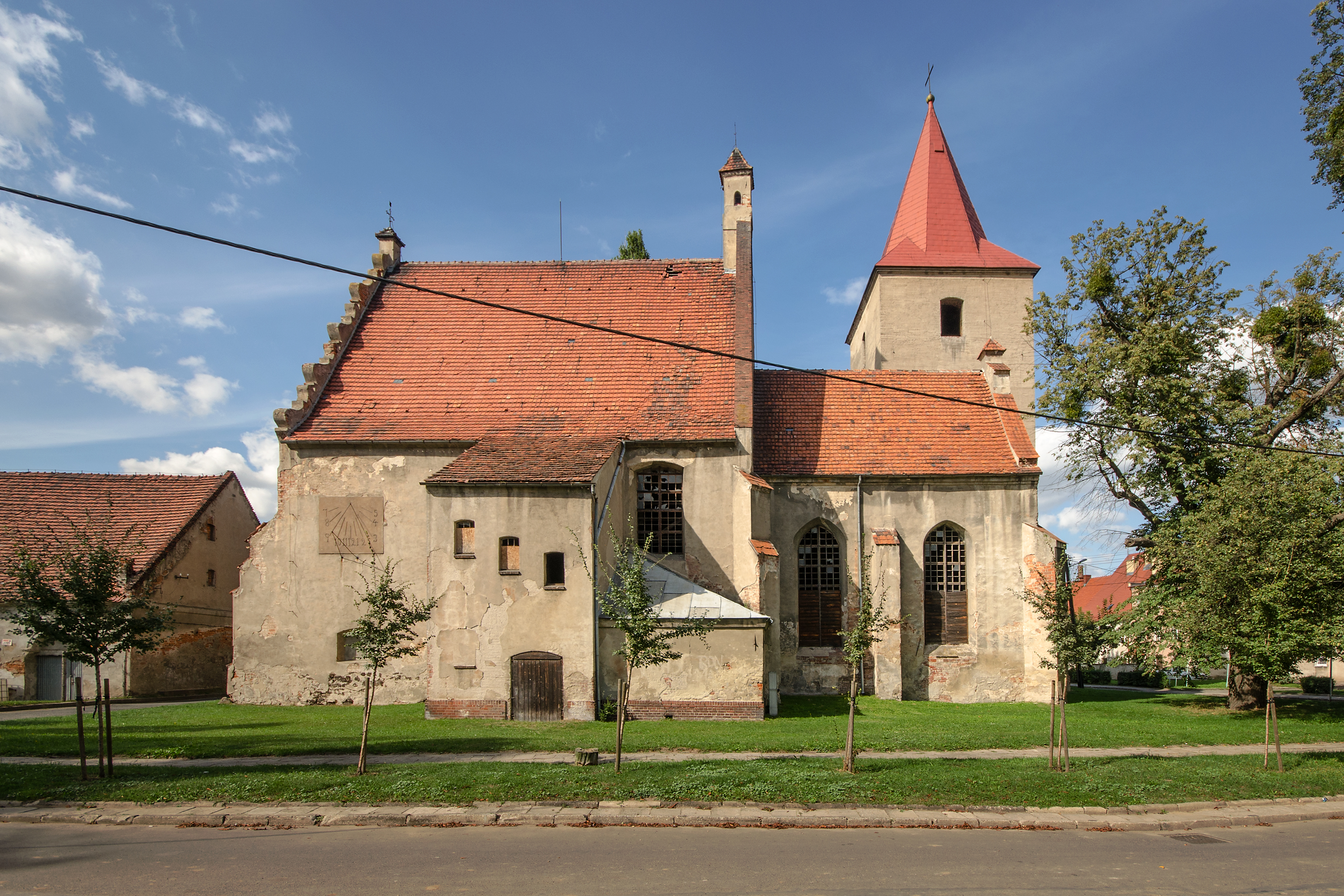
Kirche von Lewin Brzeski, aus dem 4. Viertel des 13. Jahrhunderts

Das Herzogtum Brieg, 1736. Löwen liegt im südöstlichen Teil des Herzogtums

Das Dominikanerkloster Löwen in Schlesien war ein Kloster des Prediger- oder Dominikanerordens (lateinisch Ordo (fratrum) Praedicatorum, Ordenskürzel OP) in Löwen (heute Lewin Brzeski, Woiwodschaft Opole. Polen) im damaligen Herzogtum Breslau bzw. ab 1311 Herzogtum Brieg. Es ist wohl um 1278/80 entstanden. 1285 wurden die Mönche in der Auseinandersetzung zwischen Herzog Heinrich IV. und dem Breslauer Bischof Thomas II. aus dem Herzogtum Breslau vertrieben. Nach Beendigung der Fehde durften sie 1287 wieder zurückkehren. Während der Reformation wurde das Kloster in den 1530er Jahren (1537?) aufgelöst.

## Lage
Von den Klostergebäuden hat sich nichts erhalten. Nach Eistert soll das Konventsgebäude bei der Kirche gelegen haben. Die Kirche in Löwen entstand nach Andrzej Legendziewicz im 4. Viertel des 13. Jahrhunderts, also bald nach (oder auch vor?) der Klostergründung. Deshalb ist es unsicher, ob die Dominikaner die Kirche nach der Stiftung des Klosters neu errichtet haben oder ob sie von ihrem Stifter eine bereits bestehende Kirche erhalten haben. Joanna Banik hält die zweite Möglichkeit für wahrscheinlicher; ihr fällt es schwer zu glauben, dass das reiche Adelsgeschlecht der Pogarell in der von ihnen um 1250 gegründeten Stadt Löwen noch keine Kirche erbaut hätte. Das Patrozinium der ursprünglichen Löwener Kirche ist nicht bekannt. Sie war vermutlich Peter und Paul oder dem Heiligen Kreuz geweiht. In sieben der dreizehn schlesischen Dominikanerklöster trug die Klosterkirche das Heilig-Kreuz-Patrozinium.

## Geschichte
Die Geschichte dieses Dominikanerklosters ist wenig bekannt. Eistert hält es lediglich für eine Residenz, oder genauer für ein Domus des Dominikanerordens, d. h. eine Niederlassung mit weniger als sechs Mönchen. Immerhin wird 1409 ein Prior genannt, was doch zu dieser Zeit auf ein richtiges Kloster schließen lässt.
Löwen wurde um/nach 1250 als Stadt auf dem linken Ufer der Glatzer Neiße als Grenz- und Zollort des um 1250 durch Teilung neu entstandenen piastischen Herzogtums Breslau vom schlesischen Adelsgeschlecht von Pogarell gegen das Herzogtum Oppeln angelegt. Es entwickelte sich jedoch nicht weiter und blieb im Grunde ein größeres Dorf. Ab 1311 gehörte es zum Herzogtum Brieg, das durch Teilung des Herzogtums Breslau entstanden war. Der Brieger Herzog Boleslaw III. unterstellte sein Herzogtum 1329 als ein Lehen an die Krone Böhmen.
Einer Gründung des Klosters bereits um 1250 zur Zeit der Stadtgründung wie Kurt Köhler annimmt, stimmt Joanna Banik nicht zu. Ein weiterer Hinweis auf die Existenz des Klosters Löwen findet sich in der chronologischen Auflistung der Klostergründungen der Dominikaner im Deutschen Reich (hier einschließlich Schlesien), nach Dezennien und Provinzen geordnet, bei Arnold Kühl. Hier ist ein Kloster namens Lüben in der polnischen Dominikanerprovinz aufgelistet, das in den Jahren 1278/80 gegründet worden sein soll. Leider gibt Kühl keinen Beleg an, woher er diese Zahlen hat, die durchaus plausibel erscheinen. Nach Jerzy Kłoczowski soll der Konvent dagegen erst gegen Ende der 1280er Jahre gegründet worden sein, was aber nach Urkundenlage nicht zutreffen kann.
Joanna Banik nimmt an, dass das Kloster um 1285 von Bogusz von Pogarell (lateinisch Bogussius dictus de Pogarell) gegründet wurde, der 1273 seinem in diesem Jahr verstorbenen Vater als Besitzer von Löwen nachfolgte. Er war ein Gefolgsmann der Breslauer Herzöge Heinrich IV. und Heinrich V. Nach einer Notiz im Codex diplomaticus Silesiae hat Herzog Heinrich IV. von Breslau die Dominikaner 1285 aus ihren Klöstern in Breslau, Frankenberg, Löwen und Crossen (Croschna) vertrieben. Herzog Heinrich IV. führte von 1274 bis 1287 einen zeitweise sogar gewaltsam ausgetragenen Konflikt mit dem Breslauer Bischof Thomas II. um die Zehntzahlungen, der ohne herzoglichen Zustimmung vom Bischof neu angelegten, deutschsprachigen Dörfer im damaligen Herzogtum Schlesien. Die Dominikaner hatten sich in diesem Konflikt auf die Seite des Bischofs gestellt. Über Herzog Heinrich war der Kirchenbann verhängt worden, den die Dominikaner strikt einhielten, während sich im Gegensatz dazu die Franziskaner auf die Seite des Herzogs stellten und das Interdikt missachteten. Von den Breslauer Dominikanern wird berichtet, dass sie „etwa 40 an der Zahl, ... in feierlichem Zug durch die Stadt ziehend aus dem Herzogtum Breslau auswander(t)en.“ Mit der Aussöhnung der beiden Kontrahenten 1287 konnten die Dominikaner wieder in ihre Klöster zurückkehren. Die Urkunde über die Vertreibung der Dominikaner aus ihren Klöstern datiert Gustav Adolf Harald Stenzel auf den 2. Dezember 1285. Das Kloster in Löwen muss also bereits am 2. Dezember 1285 existiert haben. Es ist daher eher unwahrscheinlich, dass das Kloster erst 1285 gegründet wurde, so dass die leider durch Quellen unbelegte Annahme einer Gründung um 1278/80 von Köhler wahrscheinlicher erscheint.
Nach Joanna Banik kümmerten sich die Breslauer bzw. später die Brieger Herzöge und die Stifterfamilie Pogarell nicht besonders um das Dominikanerkloster in Löwen. Insgesamt gesehen gehörte das Löwener Dominikanerkloster zu den eher unbedeutenden Klöstern des Ordens in Schlesien. Aus dem Konvent in Löwen ging kein einziger bedeutender Dominikaner hervor. Löwener Ordensleute finden wir weder auf den Listen renommierter Hochschulen noch innerhalb der Ordensführung.
Im 15. Jahrhundert sind Fischereirechte des Klosters in der Glatzer Neisse nachgewiesen, die vermutlich zur Erstausstattung des Klosters gehörten. Das Kloster besaß schon in der ersten Hälfte des 14. Jahrhunderts ein Achtel der städtischen Mühle. Als die Ordensbrüder 1359 finanziell nicht (mehr) in der Lage waren, eine notwendige Reparatur der Mühle (mit) zu bezahlen, kam es zum Streit mit der Bürgerschaft von Löwen. Der Breslauer Bischof Preczlaw von Pogarell vermittelte einen Kompromiss; das Dominikanerkloster gab sein Achtel am Besitz der Mühle an die Bürgerschaft ab. Dafür bekam das Kloster das Recht, sein gesamtes Getreide in der städtischen Mühle kostenlos mahlen zu lassen. Sie erhielten zusätzlich einen jährlichen Zins von 12 Scheffel Getreide aus der Mühle. Die einzige Gegenleistung des Klosters bestand darin, dass es jährlich acht Schock Schnüre an die Mühle liefern musste. Dies wurde von der damaligen Ortsherrin Eva Jemischen von Pogarell urkundlich bestätigt.
1409 bestätigte Hanns von Pogrelle/Pogarell, Erbherr auf Löwen, den Verkauf eines wiederkäuflichen Zinses in Höhe von zwei Mark auf seinen Gütern in Fröbeln (ursprünglich ein Ort unmittelbar östlich von Löwen, heute in Lewin Brzeski aufgegangen) und Klein-Neudorf durch Phelyp, Sohn des Gefolgsmann des Hanns von Pogarell Jerslas von Michelow, an Frau Katharina Oppenczin auf Lebenszeit, und nach ihrem Tod an den Altar, den sie in der Stadtpfarrkirche St. Nicolai in Brieg gestiftet hatte. Zeuge dieses Zinsgeschäftes war u. a. Bruder Niclos Leuchard, Prior des Dominikanerklosters in Löwen.
1517 war das Kloster in Löwen in derart großen finanziellen Nöten, dass der Konvent nach einem Beschluss des Provinzialkapitels aufgelöst und mit dem Dominikanerkonvent in Brieg vereinigt werden sollte. Das Kloster soll damals aufgrund von Todesfällen durch die Pest und Mangel an Novizen nicht mehr die erforderliche Zahl von zwölf Ordensbrüdern beherbergt haben. Der Beschluss wurde jedoch nicht umgesetzt; das Kloster bestand doch noch einige Jahre fort.
Nach Kielar und ihm folgend Kaczmarek wurde das Kloster Löwen nach der 1524/25 im Herzogtum Brieg eingeführten Reformation durch Herzog Friedrich II. von Brieg und Liegnitz 1537 eingezogen und aufgelöst. Nach Eistert sollen die Löwener Dominikaner 1537, „zusammen mit den Brieger Brüdern aus ihren Klöstern vertrieben worden sein“. Joanna Banik sieht die Auflösung des Klosters (ohne Vertreibung) etwas neutraler in den 1530er Jahren; das genaue Jahr 1537 lässt sich nicht belegen. Die letzten Mönche zogen in das Dominikanerkloster Breslau und nahmen auch das noch vorhandene Klosterarchiv mit, wie das Vorhandensein einiger Löwener Urkunden im Urkundenbestand des Breslauer Dominikanerarchivs schließen lässt.
1582 stritten sich der Grundherr von Löwen Victorin von Beeß und dessen Untertanen über die Pfarrerbesoldung. Dabei erhielt der Pfarrer von Löwen vom Grundherrn ein „Gärtlein am Kloster“ als Entschädigung. Das Kloster existierte zu dieser Zeit sicher nicht mehr, doch war die frühere Existenz und die Lage auch rd. 45 Jahre nach dem Wegzug der letzten Mönche noch durchaus präsent; möglicherweise stand auch das frühere Klostergebäude noch.
Mit dem Tod des Herzogs Georg Wilhelm I. starben die Schlesischen Piasten aus und die Herzogtümer Liegnitz, Brieg, Wohlau und Ohlau fielen 1675 als letzte der schlesischen (Teil-)Herzogtümer an die Krone Böhmen heim. Damit kam das Herzogtum Brieg unter zunehmenden Rekatholisierungsdruck. Durch das 1629 erlassene Restitutionsedikt wurde die Rückgabe der während Reformation eingezogenem Klostergüter möglich. 1676 erhob der Dominikanerorden wieder Anspruch auf das Kloster Löwen und dessen Besitz, der allerdings erfolglos war.
Auf dem Provinzialkapitel der Dominikaner in Brünn am 24. Mai 1707 beantragten die Breslauer Dominikaner erneut, die während der Reformation untergegangenen Konvente in Brieg, Löwen und Liegnitz wieder zu beleben. Auch dieses Mal erfolglos.